# Serie B (pallavolo maschile)
La Serie B rappresenta dalla stagione 2019-20 la quarta categoria della pallavolo maschile italiana, dopo Superlega, serie A2 e serie A3. È stata istituita dalla stagione 2016-17 come terza serie nazionale in sostituzione dei campionati di Serie B1 e Serie B2. 

## Regolamento
Al campionato di Serie B prendono parte 112 squadre.

### Regular season
Le squadre vengono suddivise secondo criteri di vicinanza geografica in 8 gironi da 14 squadre ciascuno. Questa fase è basata sulla formula del girone all'italiana con gare d'andata e ritorno. In base al posizionamento di una squadra nella classifica finale, essa può accedere alla fase di play-off o dei play-out.

### Promozioni e play-off
Questa fase coinvolge le prime e le seconde classificate di ogni girone. Inizialmente si formano 8 gare: 4 di queste mettono in contrapposizione le prime e le altre 4 le seconde. Le vincitrici delle prime gare sono promosse in Serie A3 mentre la perdenti affrontano le vincitrici degli scontri fra le seconde. In questo modo ci sono 4 sfide e le vincitrici di queste gare si scontrano in 2 match. Le due squadre che hanno vinto queste ultime partite vengono promosse.
Le gare di play-off vengono giocate tutte al meglio delle 3 partite.

### Retrocessioni e play-out
Vengono retrocesse in Serie C le ultime 3 squadre di ogni girone. Quelle che si sono classificate all'11º posto giocano i play-out di 3 fasi per stabilire altre 3 retrocessioni: la prima fase con 4 incontri e le vincitrici rimangono in Serie B; la seconda con 2 incontri fra le 4 perdenti della prima fase e le due perdenti retrocedono; la terza fase con un incontro fra le due vincenti della seconda fase: chi vince resta in Serie B e chi perde viene retrocesso.